# توماس ألبانيز
توماس ألبانيز (بالإيطالية: Thomas Albanese)‏ (15 أبريل 1988 بفاريزي في إيطاليا - ) هو لاعب كرة قدم إيطالي في مركز الهجوم. شارك مع منتخب إيطاليا تحت 19 سنة لكرة القدم ومنتخب إيطاليا تحت 20 سنة لكرة القدم. أما مع النوادي، فقد لعب مع نادي أنكونا ونادي سيينا ونادي لنيانو ونادي سودتيرول وL'Aquila 1927 ‏ وItaly national football C team ‏ وUS Recanatese ‏ وUS Tolentino ‏.

## وصلات خارجية
- توماس ألبانيز على موقع قاعدة بيانات كرة القدم.إي يو (الإنجليزية)
- توماس ألبانيز على موقع Soccerway.com (الإنجليزية)